# Munidopsis livida
Munidopsis livida är en kräftdjursart som först beskrevs av Alphonse Milne-Edwards 1886.  Munidopsis livida ingår i släktet Munidopsis och familjen trollhumrar. Inga underarter finns listade i Catalogue of Life.